# Lijst van Nederlandse muziekfestivals
Dit is een lijst van Nederlandse muziekfestivals met een artikel op de Nederlandstalige Wikipedia, waar ten minste een bij het grote publiek bekende Nederlandse of buitenlandse artiest heeft opgetreden.

## A
- A State of Trance (ASOT), Utrecht
- Aaltjesdagen, Harderwijk
- Afrika Festival Hertme
- Alfa Bierfeesten
- Amsterdam Dance Event (ADE)
- Amsterdam Open Air, Amsterdam
- Amsterdam Roots Festival
- Amsterdams Studenten Cabaret Festival
- Amsterdam Underground Festival
- Appelpop, Tiel
- Arrow Rock Festival, Lichtenvoorde (2008, Nijmegen)
- Awakenings Festival, Spaarnwoude

## B
- Baroeg Open Air, Rotterdam
- Bazar Curieux, Rotterdam
- Beatstad, Den Haag
- Best Kept Secret, Hilvarenbeek
- Bevrijdingsfestival, 13 grote steden
- Bevrijdingspop, Haarlem
- Bluegrass Beeg Festival, Grevenbicht
- Bluesrock Festival, Tegelen
- Bluesroute Helmond, Helmond
- Booch?, Heerlen
- Borstrock, Nieuw-Vossemeer
- Bospop, Weert
- Breda Barst, Breda
- Breda Jazz Festival, Breda
- Bruis, Maastricht

## C
- Canal Parade Amsterdam, Amsterdam
- Castlefest, Lisse
- Concert at Sea, Brouwersdam
- Crossing Border, Den Haag

## D
- Dance Valley, Spaarnwoude
- Dauwpop, Hellendoorn
- de-Affaire, Nijmegen
- Decibel Outdoor
- Defqon.1, Biddinghuizen
- Dicky Woodstock, Steenwijkerwold
- Dodo Festival, Bakkeveen
- Dokk'em Open Air, Dokkum
- Dominator, Eersel
- Down The Rabbit Hole, Beuningen
- Dutch Valley, Spaarnwoude
- Dynamo Open Air, ontstaan in Eindhoven

## E
- Elastiek Muziek, Hilvarenbeek
- Elf Fantasy Fair, Haarzuilens en Arcen
- Emporium, Wijchen
- European World of Bluegrass, Voorthuizen
- Extrema Outdoor, Aquabest Eindhoven, De Bergen Wanroij

## F
- Fast Forward Dance Parade, Rotterdam
- Festival Het Accordeon, Deventer
- Festival Mundial, (1988-2018, Tilburg)
- Festival voor het Afrikaans, Amsterdam
- Festival Oude Muziek Utrecht
- Fields of Rock, Biddinghuizen (2003/2005, Nijmegen)
- Flevo Festival, Bussloo (1982-1994, Biddinghuizen)
- The Flying Dutch, Amsterdam, Rotterdam en Eindhoven, 2015 - heden
- Folkwoods, Eindhoven
- FortaRock Festival, Nijmegen
- Freshtival, Enschede

## G
- Geuzenpop, Enschede
- Gideon Festival
- Goodbye 2020, Online
- GOGBOT, Enschede
- Grachtenfestival, Amsterdam
- Grols Jazz Vesteval, Groenlo

## H
- Holland Festival, Amsterdam
- Holland International Blues Festival, Grolloo
- Holland Pop Festival (Rotterdam, 1970)
- Houtfestival, Haarlem
- Huntenpop, Oude IJsselstreek
- Hello Festival, Emmen

## I
- Incubate, Tilburg
- Intents Festival, Oisterwijk
- Into the Grave, Leeuwarden
- Into the Great Wide Open, Vlieland
- Into the Woods, Amersfoort
- Indian Summer Festival, Broek op Langedijk
- IJsseljazz, Gorssel

## J
- Jazz in Duketown, 's-Hertogenbosch
- Julianapop, Julianadorp

## K
- Kuna Festival, Dwingeloo
- Kwakoe Zomerfestival, Amsterdam

## L
- Lakedance, Aquabest
- Last Minute Summer Event, Den Helder
- LatinVillage, Spaarnwoude
- Le Guess Who?, Utrecht
- Lief Festival, Utrecht
- Lowlands, Biddinghuizen

## M
- Maliepop, Den Haag
- Masters Of Hardcore, Den Bosch
- Metropolis Festival, Rotterdam
- Milkshake Festival, Amsterdam
- Motel Mozaïque, Rotterdam
- Musica Republica, Rotterdam
- Musica Sacra, Maastricht
- Music Meeting, Nijmegen
- Mysteryland, Hoofddorp

## N
- Nach van 't Limburgse Leed, Venlo
- Nirwana Tuinfeest, Lierop
- Noorderslag, Groningen
- North Sea Jazz Festival, Rotterdam
- November Music, Den Bosch

## O
- Occultfest, Hoogeveen
- Oerrock, Ureterp
- On(w)ijs Festival, Spierdijk
- Op De Tôffel, Vierlingsbeek
- Output Festival, Amsterdam

## P
- Paaspop, Schijndel
- Parkpop, Den Haag
- Pinkpop, Landgraaf
- Pinkpop Classic, Landgraaf
- Pitfest, Emmen
- Popronde, 26 steden

## Q
- Qlimax

## R
- Ribs & Blues, Raalte
- Robles Rock, Grootegast
- Rockin' Park, Nijmegen

## S
- Schippop, Schipluiden
- Sensation, Amsterdam
- Sjwaampop, Swalmen
- Solar Weekend Festival, Roermond
- Springpop, Warmenhuizen
- State-X New Forms, Den Haag
- Strandfestival ZAND, Almere
- Stöppelhaene, Raalte
- Summer Darkness, Utrecht

## T
- Tegentonen, diverse locaties, hoofdzakelijk Paradiso (Amsterdam), 1984-1995, 2006
- )toon), Haarlem, 2000-2008

## U
- Uitmarkt, Amsterdam

## V
- Valkhof Festival, Nijmegen
- Vierdaagsefeesten, Nijmegen
- Vuurwerkfestival, Scheveningen

## W
- Wâldrock, Bergum
- Wantijpop, Dordrecht
- Waterpop, Wateringen
- Werfpop, Leiden
- Westerpop, Delft
- Wonderfeel, 's-Graveland
- WOO HAH!, Hilvarenbeek
- WoodWall, Zutphen
- Wereld Muziek Concours (WMC), Kerkrade

## X
- Xnoizz Flevo Festival, Voorst

## Z
- Zandstock Festival, 't Zand (Gemeente Schagen)
- ZOKS-festival, Venlo
- Zomercarnaval Rotterdam
- Zomerfestival Vlaanderen
- Zomerparkfeest, Venlo
- Zwarte Cross, Lichtenvoorde